# TEE Rubens
Le TEE Rubens était un train rapide qui reliait Paris à Bruxelles, de 1974 à 1987. Exploité par la SNCF et la SNCB, le TEE Rubens était un Trans-Europ-Express (donc uniquement en première classe) jusqu'à la fin du service d'hiver le 30 mai 1987 puisqu'il cessait définitivement de circuler.
Le nom de ce TEE fait référence à Rubens (1577-1640), peintre flamand de la période baroque.

## Parcours et arrêts
- 29 septembre 1974 Paris-Nord, Bruxelles-Midi (308,9 km)[1].
- 31 mai 1987 Suppression de ce TEE transformé en Eurocity de 1ère classe uniquement[1].

## Numérotations
- 29 septembre 1974 TEE 87-78[1].
- 3 juin 1984 TEE 81-84[1].

## Matériel et compositions
- 29 septembre 1974 Voitures TEE type PBA et Mistral 69 de la SNCF et SNCB, 4 jeux dans des roulements en cascade de 7 jours, combinés avec les TEE 79, 80, 82, 83, 84, 85, 86, 87 et 89, comprenant : 1 A2Dtx, 2 A8u, 2 A8tu, 1 A5rtu, 1 A3rtu[1].
- 3 juin 1984  Voitures TEE type PBA et Mistral 69 de la SNCF et SNCB, rame de 10 véhicules comprenant : 1 A4Dtux, 3 A8u, 1 A3rtu, 2 A8tu (SNCB), 2 A8tu, 1 A5rtu[1].

Restauration assurée par la CIWLT.